# Can’t B Good
A Can’t B Good Janet Jackson amerikai énekesnő negyedik kislemeze tizedik, Discipline című stúdióalbumáról. A dal szerzője és producere Ne-Yo. A kislemez 2008. május 19-én jelent meg.

## Fogadtatása
A dalt március 18-án küldték el az urban adult contemporary rádióadóknak, és május 19-én megkapta a többi rádió is. Egy remix készült hozzá a jamaicai Red Rat rapper közreműködésével.
A dal az április 5-én végződő héten debütált a Billboard Hot Adult R&B Airplay slágerlistán, a 40. helyen. Ezután lekerült a listáról, majd az április 19-ével végződő héten visszakerült, a 37. helyre.

## Helyezések
| Slágerlista (2008)                  | Legmagasabb helyezés |
| ----------------------------------- | -------------------- |
| USA Billboard Hot Adult R&B Airplay | 20                   |
| USA Billboard Hot R&B/Hip-Hop Songs | 76                   |

## Hivatalos változatok
1. Album Version – 4:13
2. Radio Edit - 3:55
3. A capella - 3:47
4. Instrumental - 3:55
5. Red Rat Remix - 5:10
6. G Music Remix - 4:09